# Anterhynchium vastator
Anterhynchium vastator är en stekelart som beskrevs av Giordani Soika 1983. Anterhynchium vastator ingår i släktet Anterhynchium och familjen Eumenidae. Inga underarter finns listade i Catalogue of Life.